# La chienne
La chienne är en fransk långfilm från 1931 i regi av Jean Renoir. Filmen var Renoirs andra ljudfilm och manuset baserades på Georges de la Fouchardières roman med samma namn från 1929.

## Handling
Maurice Legrand arbetar som kontorist på en strumpfabrik i Paris och på fritiden är han amatörmålare. Han är gift med Adèle men deras äktenskap är kärlekslöst. En dag räddar han den prostituerade Lulu från att bli misshandlad av hallicken Dédé. Maurice förälskar sig i henne och i hopp om att få bli hennes älskare ger han henne pengar.
Lulu och Dédé bestämmer sig för att utnyttja Maurice och tjäna pengar på att sälja hans tavlor. När Adèles förste make, som alla trott hade stupat i kriget, återvänder lämnar Maurice henne med glädje. Han upptäcker dock att Lulu älskar Dédé och att han blivit lurad.

## Medverkande
| Michel Simon       | – Maurice Legrand    |
| Janie Marèse       | – Lucienne Pelletier |
| Georges Flamant    | – Dédé               |
| Magdeleine Bérubet | – Adèle Legrand      |
| Roger Gaillard     | – adjutanten         |
| Romain Bouquet     | – Henriot            |
| Pierre Desty       | – Gustave            |
| Mlle. Doryans      | – Yvonne             |
| Alexandre Rignault | – konstkritikern     |
| Lucien Mancini     | – Wallstein          |
| Marcel Courmes     | – översten           |
| Jane Pierson       | – portvakten         |